# ژرژ ویلسون
ژرژ ویلسون (فرانسوی: Georges Wilson‎؛ ‏ ۱۶ اکتبر ۱۹۲۱ – ۳ فوریهٔ ۲۰۱۰) بازیگر اهل فرانسه بود.
از فیلم‌ها یا برنامه‌های تلویزیونی که وی در آن نقش داشته است، می‌توان به بازپرسی به پایان رسید، فراموش کنید، سه تفنگدار، طولانی‌ترین روز، گانداهار، سرخ و سیاه، هفت گناه کبیره، مادیان سبز، مارکیز، ژنرال ایستاده می‌خوابد و میوه‌های شوق اشاره کرد.